# Ellen Breen
Ellen Breen (17 april 1963) is een voormalig freestyleskiester uit de Verenigde Staten. Ze vertegenwoordigde haar vaderland op de Olympische Winterspelen 1992 in Albertville.

## Resultaten freestyleskiën

### Olympische Winterspelen
| Jaar | Plaats      | Resultaten |
| ---- | ----------- | ---------- |
| 1992 | Albertville | 6e Acro#   |

# Demonstratie onderdeel waarbij geen olympische medailles werden toegekend.

### Wereldkampioenschappen
| Jaar | Plaats                | Resultaten |
| ---- | --------------------- | ---------- |
| 1986 | Tignes                | 5e Acro    |
| 1991 | Lake Placid           | Acro       |
| 1993 | Altenmarkt-Zauchensee | Acro       |
| 1995 | La Clusaz             | Acro       |

### Wereldbeker
Eindklasseringen
| Seizoen   | Algemeen         | Acro            |
| --------- | ---------------- | --------------- |
| 1983/1984 | 19e 8,00 punten  | 5e 50,00 punten |
| 1984/1985 | 14e 9,00 punten  | 5e 62,00 punten |
| 1985/1986 | 14e 10,00 punten | 5e 48,00 punten |
| 1986/1987 | 17e 8,00 punten  | 5e 46,00 punten |
| 1987/1988 | 10e 9,00 punten  | 4e 66,00 punten |
| 1989/1990 | 10e 10,00 punten | 4e 57,00 punten |
| 1990/1991 | 9e 11,00 punten  | · 96,00 punten  |
| 1991/1992 | 26e 5,00 punten  | 9e 37,00 punten |
| 1992/1993 | 6e 100,00 punten | · 800,00 punten |
| 1993/1994 | 6e 99,00 punten  | · 792,00 punten |
| 1994/1995 | 5e 100,00 punten | · 700,00 punten |

Wereldbekerzeges
| Datum            | Plaats                | Onderdeel |
| ---------------- | --------------------- | --------- |
| 26 januari 1990  | Calgary               | Acro      |
| 19 februari 1991 | La Clusaz             | Acro      |
| 8 maart 1991     | Voss                  | Acro      |
| 10 december 1992 | Tignes                | Acro      |
| 17 december 1992 | Piancavallo           | Acro      |
| 15 januari 1993  | Breckenridge          | Acro      |
| 23 februari 1993 | La Plagne             | Acro      |
| 24 februari 1993 | La Plagne             | Acro      |
| 19 maart 1993    | Oberjoch              | Acro      |
| 26 maart 1993    | Lillehammer           | Acro      |
| 20 december 1993 | La Plagne             | Acro      |
| 7 januari 1994   | Whistler Blackcomb    | Acro      |
| 14 januari 1994  | Breckenridge          | Acro      |
| 28 januari 1994  | Le Relais             | Acro      |
| 2 februari 1994  | La Clusaz             | Acro      |
| 7 februari 1994  | Hundfjället           | Acro      |
| 16 december 1994 | Tignes                | Acro      |
| 6 januari 1995   | Whistler Blackcomb    | Acro      |
| 13 januari 1995  | Breckenridge          | Acro      |
| 20 januari 1995  | Le Relais             | Acro      |
| 26 januari 1995  | Lake Placid           | Acro      |
| 2 februari 1995  | Oberjoch              | Acro      |
| 9 februari 1995  | Altenmarkt-Zauchensee | Acro      |